# 陈巳生

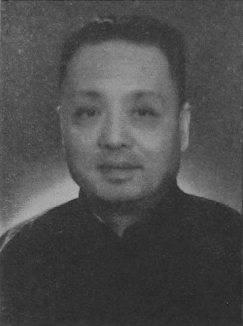
陳巳生近照

陈巳生（1892年6月17日—1953年8月3日），浙江海宁人，中华民国及中华人民共和国企业家、政治人物，中国民主促进会的发起人之一。

## 生平

### 基督教青年会
1893年，陈巳生生于浙江海宁一个书香门第，父亲陈汝康是清朝翰林院庶吉士，曾参加“公车上书”。陈汝康病逝时，陈巳生年仅6岁。因父亲陈汝康常年旅居北京，所以幼年陈巳生的教育由叔父陈汝桢照应，陈汝桢为陈巳生聘请他们家的姻亲王国维为私塾教师。癸卯学制颁行，陈巳生进入本乡的公立学校念小学。父亲病逝后，陈家家道逐渐衰落，陈巳生小学没有毕业便不得不弃学，1908年到上海其表叔开设的同兴洋货行当学徒。其间，进入上海基督教青年会夜校学习英文，后受洗成为基督徒。后来经父执张元济介绍，到上海商务印书馆当学徒学习铜板刻铸。在商务印书馆工厂两年，他参加并组织了各种工人业余活动，在此期间还受基督教青年会影响，正式受洗成为基督徒。1915年，上海基督教青年会将陈巳生聘到该会工作，八年内由练习干事升到主任干事。1915年至1927年，他一直在上海基督教青年会任职。其间，1924年被派往郑州基督教青年会任总干事，任至1929年，因为会务活动而与驻军河南的“基督将军”冯玉祥结识。1927年，经基督教青年会全国委员会总干事余日章推荐，陈巳生到欧美多国游历和留学。自美国俄亥俄大学肄业。1930年回国，任基督教青年会全国委员会助理总干事。

### 进入工商界
1934年，陈巳生经族亲介绍，到上海平安轮船公司任副经理，从此进入工商界。平安轮船公司创办自清朝宣统二年（1910年），初名平安轮船局，后更名为平安轮船公司。该公司先后购买了平安、新宝华、平阳、宝华、康泰、平文等轮船，在长江及沿海航线行驶。陈巳生任职时，正值该公司兴盛时期。1937年八一三事变爆发，行驶在长江及沿海的平阳、新宝华、宝华3轮先后被日军掳扣、沉失。陈巳生因为不肯向日伪当局登记而脱离平安轮船公司。
1937年八一三事变中，大批难民涌入上海租界。陈巳生、赵朴初等人组织社会各方救援，并主持难民收容所的工作。陈巳生让妻子徐剑英到红十字会为难民服务，让胞妹陈祖芬到赵朴初的净业教养院为难童服务。日军攻占上海后，日本宪兵队曾因此而将陈巳生传去责问。陈巳生据理力争。当时陈巳生是上海宗教界、工商界上层人物，日方有所顾忌，将其释放。
1940年末，陈巳生应胡咏琪的邀请，到宁绍人寿保险公司任副总经理。宁绍人寿保险公司的谢寿天是中共地下党员，和陈巳生关系很好，常共同参加社会活动。他们还与郑振铎、许广平、王任叔、雷洁琼、赵朴初等人聚餐。与此同时，陈巳生还参加了工商界人士盛丕华、蒉延芳等人组织的“星五聚餐会”，在聚餐会上谈论国事。1940年，陈巳生参加了宪政促进会。

### 中共地下党
1941年太平洋战争爆发后，日军开进上海租界。此时，陈巳生向在公司里任职的中共地下党员谢寿天提出加入中国共产党的要求，中共江苏省委立即批准了其入党申请。当时上海的社会游资急寻出路，美国、英国、法国籍的保险公司均被日本接管，而日资保险公司一时还无法代替它们的作用。陈巳生、谢寿天以宁绍人寿保险公司为基础，发起在上海的华商各保险公司，成立了大安物产保险公司。1944年，中共党组织用金条作为出资，让陈巳生以大安保险公司的名义投资关勒铭金笔厂，并任总经理。陈巳生将该厂分红全部用于中共党组织的活动经费，还推荐中共江苏省委书记刘晓（化名刘镜清，当时上海中共地下党组织归中共江苏省委领导）任该厂常务董事，安排中共江苏省委组织部部长王尧山任该厂职员，从而为二人取得了职业掩护。关勒铭金笔厂自此成为上海中共地下党组织的重要据点。
1945年，由中共地下党组织出资大部分，陈巳生出资一部分，成立安通运输公司，陈巳生任总经理。安通运输公司拥有若干小拖轮、小铁驳，以及十多辆汽车。

### 创建民进与加入民建
抗日战争胜利后，陈巳生于1945年与马叙伦、许广平、雷洁琼等发起成立中国民主促进会，参加了中国民主促进会成立大会，并当选为常务理事。陈巳生是经马叙伦介绍才参加到发起成立中国民主促进会的活动中。后来陈巳生曾任中国民主促进会全国委员会中央委员，中国民主促进会上海分会常务理事。
1945年民主建国会（简称“民建”）成立后不久，便推派常务理事杨卫玉到上海发展会员，先后发展了盛丕华、张絅伯、包达三、陈巳生、徐永祚、盛康年、沈子槎、李正文、潘公昭、莫艺昌、陈维稷、朱德禽、周肇基、顾留馨、郝玲星、秦柳方、笪移今等人加入民建。陈巳生是在1946年经杨卫玉、王却尘介绍加入民建。
1946年1月10日，民建总会函请在上海的理事、监事推动上海会务工作。1946年1月27日，民建在沪会员举行第一次大会，盛丕华、王却尘、陈巳生、胡西园、杨卫玉等21人任上海分会筹备委员。后来中国人民解放军攻占上海后，民建上海临时工作委员会成立，陈巳生被推选为常务委员，同时任组织委员会主任委员。1949年12月，施复亮离开上海赴北京，陈巳生接任临工委的第三召集人（第一召集人为盛丕华，第二召集人为胡厥文）。1953年3月，民建上海市分会成立，陈巳生当选为副主任委员。

### 从反战到建国
1946年6月，蒋介石发动第二次国共内战，上海各界人民团体纷纷表示抗议，决定推派代表到首都南京，向国、共、美国马歇尔三方面呼吁和平。代表团11位成员之一是陈巳生次子陈震中（上海圣约翰大学医科学生），是学生代表。1946年6月23日，上海5万多（一说10万）群众及各界人士集会，集会后游行。游行队伍的开道车便是陈巳生派遣的安通运输公司的汽车。当时赵朴初的华通运输公司也参与，因为华通运输公司与安通运输公司在广东路同一处办公。集会游行当天沿街散发的传单，也是由陈巳生投资的另一家公司中国文化投资公司印刷。当晚，上海人民和平请愿团抵达南京下关火车站时，遭国民党特务殴打5小时，请愿团成员马叙伦、雷洁琼、阎宝航、陈震中受重伤，此即“下关惨案”。中共代表周恩来闻讯后即与董必武、邓颖超到医院慰问伤者，并向国民党当局抗议。
1949年9月，陈巳生和次子陈震中分别作为民建代表和上海人民团体联合会代表，赴北京出席中国人民政治协商会议第一届全体会议，陈巳生与胡厥文、刘晓、潘汉年、周信芳、梅兰芳等18位上海代表当选为第一届全国政协委员。1949年10月1日，陈巳生、陈震中父子在天安门城楼参加了中华人民共和国开国大典。

### 共和国时期
中华人民共和国成立后，陈巳生任上海基督教青年会董事长、华东军政委员会委员兼人民监察委员会副主任等职。他是第一届全国政协委员，上海市各界人民代表会议协商委员会第一届常委和第二、三届委员。
在抗美援朝运动中，陈巳生任华东抗美援朝总分会第二副主席，还任第一届中国人民赴朝慰问团华东暨上海慰问分团团长，1951年随团赴朝鲜慰问参加抗美援朝战争的中国人民志愿军。1951年3月，慰问团团长廖承志和陈沂等人一起，与中国人民志愿军司令部和政治部的人员谈了许多问题，突出地感到中国人民志愿军急需飞机、大炮。廖承志和陈沂等人共同商量，特别是和慰问团的工商界人士商量称，慰问团回国后是否可以开展一个捐献飞机大炮运动。慰问团的陈巳生乃在彭德怀为慰问团举行的宴会上率先公开提出了这一倡议。由陈巳生首先提出的该倡议此后获得中华人民共和国全国人民的响应，后来成为中国人民抗美援朝总会发布的六一号召的一项内容。
1953年8月3日，陈巳生在上海因肠癌病逝，享年60岁。

## 家庭
- 父：陈汝康
- 三叔：陈汝桢
- 兄：陈淼生
- 妹：陈祖芬
- 第一任妻子：育有三子
  - 长子：陈震东，黄埔军校13期战车队毕业，参加了抗日战争昆仑关战役、滇西反攻作战、远征缅甸等战役，后脱离国民党军队，加入粟裕的中国人民解放军第三野战军。
  - 次子：陈震中
  - 三子：陈震海
- 第二任妻子：徐剑英，育有一女苏君
  - 女儿：苏君[5]